# Philip Aaberg
Philip Aaberg (auch: Phil Aaberg; * 8. April 1949 in Havre, Montana) ist ein US-amerikanischer Pianist und Komponist.

## Leben

### Familie, Kindheit und erste musikalische Ausbildung
Philip Aabergs Mutter ist Helen Ann Aaberg. Seine Eltern trennten sich in Aabergs frühester Kindheit. Er wuchs in Chester, Montana, auf. Dort arbeitete seine Mutter auf dem Postamt. Sie spielte Klavier und Philip begann auch mit vier Jahren Klavier zu spielen. Ersten formalen Klavierunterricht erhielt er mit sechs Jahren. Seinen ersten Auftritt als Pianist hatte er mit sieben Jahren in der Schule seines Klavierlehrers. Mit vierzehn spielte er Schlagzeug und Orgel in einer Rock-’n’-Roll-Band, die er gemeinsam mit seinem Bruder auf der Highschool gegründet hatte. Er spielte Baritonhorn und Tuba in der Chester Highschool Band. Nach Unterricht bei Ruth Lucke in Havre nahm er mit fünfzehn Jahren am Whitworth College in Spokane, Washington bei Margaret Saunders Ott (1920–2010), einer Absolventin der Juilliard School of Music und Leiterin des Fachbereichs Klavier des Colleges, Unterricht. Für Aaberg bedeutete das über drei Jahre zweimal im Monat eine zwölf Stunden Zugfahrt, hin und zurück. Oft besuchte er vor der Rückfahrt noch Konzerte des dortigen Sinfonieorchesters. Seine ersten Konzerte als Klaviersolist mit großem Orchester gab er im Alter von sechzehn Jahren. Er spielte mit Orchestern in Spokane, Bozeman und Billings. Während der Zeit an der High School gewann er mehrere Klavierwettbewerbe, den Wettbewerb der Music Teachers' National Association in Montana, die von vier Bundesstaaten und zwei kanadischen Provinzen veranstaltete Inland Empire Concerto Competition und die Open Division und Romantic Division des Inland Empire Festivals. 1967 erhielt er den Young Artist Award der Billings Symphony Society. Die High School schloss er 1967 ab.

### Studium und beginnende musikalische Karriere
Seine musikalischen Fähigkeiten verschafften ihm 1967 eine Leonard Bernstein Scholarship [Stipendium] an der Harvard University, das er mit einem Bachelor of Arts abschloss. 1971 nahm er am Marlboro Music Festival teil, bei dem Rudolf Serkin als musikalischer Direktor fungierte.  Danach lebte er in Des Moines und studierte dort an der Drake University Klavier bei Kenneth Drake. Darauf ging er nach Kalifornien und spielte Rock- und Popmusik ein. Er war Keyboarder der The Elvin Bishop Band und ging mit Peter Gabriel auf Tournee. Mit Kenny Rogers, Vince Gill und The  Doobie Brothers machte er Schallplattenaufnahmen und spielte mit John Hiatt, Vinnie Colaiuta und weiteren bekannten Künstlern. Bis 1985 hatte er an über 40 Alben als Keyboarder mitgewirkt. Um 1980 unterrichtete er auch am East Bay Center for The Performing Arts in Richmond.

### Karriere als Komponist und Solokünstler
1985 begann er ernsthaft mit der Komposition eigener Musik und er unterschrieb einen Vertrag mit Windham Hill Records. Seine Plattenkarriere begann 1985 mit dem Album High Plains, erschienen bei Windham Hill Records, mit Solo- und Ensembleaufnahmen. Das Album erhielt sehr gute  Kritiken  und verschaffte ihm internationale Anerkennung. Aaberg spielte mit dem Boston Pops Orchestra, nahm beim Marlboro Chamber Music Festival teil, spielte Erstaufführungen zeitgenössischer Werke mit dem Paul Dresher Ensemble und spielte mehr als 200 Alben für die Serie All-American Jazz für  PBS ein. Dies brachte ihm 2008 eine Emmy-Nominierung ein. 2008 erhielt er auch für den Soundtrack zum von Montana PBS produzierten Film Class C: The Only Game in Town eine Emmy-Nominierung.
Seit 2000 produziert Aaberg seine Platten unter dem eigenen Label Sweetgrass Music, das er mit seiner Frau Patty gründete. Sein Soloalbum Live from Montana wurde 2001 für einen Grammy in der Kategorie Best New Age Album nominiert. Aaberg beherrscht verschiedenste Musikstile wie Rock, New-Age, Boogie-Woogie, Blues und Jazz bis hin zur Klassik und hat in allen Bereichen von Musikkritikern gelobte, teilweise preisgekrönte Platten eingespielt. Inzwischen liegt sein Schwerpunkt bei kammermusikalischem Jazz.
Seit 2002 lebte er mit seiner Frau und seinem Sohn Jake wieder in Chester. Hier betrieben sie das The Great Northern Bed & Breakfast. Aaberg erhielt den Governor's Award for the Arts und einen Montana Arts Council Innovator Award. Am 14. Dezember 2012 verlieh ihm die Montana State University die Ehrendoktorwürde. Nach 14 Jahren in Chester zog Aaberg 2017 mit seiner Familie nach Helena (Montana).

## Diskografie

### Soloalben
- High Plains (1985) – Piano solo. Es ist Philip Aabergs erstes Soloalbum und wurde im Oktober 1985 beim Label Windham Hill Records veröffentlicht. Es ist eine Liveaufnahme. Die Stücke sind alle von Aaberg komponiert und von der Natur seiner Heimat Montana inspiriert.[14] Es ist eine Mischung verschiedener Musikstile wie Blues, Jazz, Klassische Musik und Rock ’n’ Roll.[3]
- Out Of The Frame (1988) – Piano solo und Ensemble. Das Album wurde im März 1988 bei Windham Hill Records veröffentlicht. Sieben der Nummern spielte Aaberg solistisch am Klavier. Bei den anderen Nummern wurde er von verschiedenen Instrumentalisten unterstützt. So wirken Darol Anger, Kenneth Nash, Brian MacLeod (1952–1992), Michael Hedges, Mike Marshall, David Abel und die Sängerin Barbara Higbie (* 1958) mit.
- Upright (1989) – Piano solo und Rock Ensemble
- Meridian (1991) – Piano solo
- Cinema (1992) – Piano solo
- Christmas (2000) – Piano solo
- Field Notes (2000) – Piano solo
- Live from Montana (2002) – Piano solo
- Blue West (2005) – Piano solo
- High Plains Christmas (2013) – Piano solo
- Versatile (2017) – Piano solo[15][16]

### Mit anderen Künstlern
- The Shape Of The Land (1986) – mit den Gitarristen Michael Hedges und William Ackerman. Soundtrack zum japanischen Film Uemura Naomi monogatari (deutsch: Verschollen im Schnee)[17]
- Morning Walk (1987) – als Mitglied der Gruppe Metamora
- Meridian (1990) – in Zusammenarbeit mit Bernie Krause
- A Wild Christmas (1995) – in Zusammenarbeit mit Bernie Krause
- A Christmas Heritage (1998) – als Mitglied der Gruppe New Grange
- New Grange (1999) – als Mitglied der Gruppe New Grange
- Tasting The Wine Country (2001) – als Mitglied des Mike Marshall Quintet
- The Romantic Music of Eric Funk (2001) – Latvian National Symphony Orchestra, Terje Mikkelsen (Leitung), Philip Aaberg (Klavier)
- Beyond Spirit Tailings (2005) – in Zusammenarbeit mit Ellen Baumler
- CrossTime (2008) – in Zusammenarbeit mit Darol Anger
- Three Part Inventions – Improvisations on Bach (2009) – in Zusammenarbeit mit Eugene Friesen und Tracy Silverman
- Montana Wild Cats (2013) –  Jack Walrath, Philip Aaberg und Kelly Roberti